# Segmentorbis kanisaensis
Segmentorbis kanisaensis е вид коремоного от семейство Planorbidae.

## Разпространение
Видът е разпространен в Ангола, Бенин, Бурунди, Габон, Гамбия, Гана, Гвинея, Гвинея-Бисау, Демократична република Конго, Екваториална Гвинея, Замбия, Камерун, Кения, Кот д'Ивоар, Либерия, Мали, Мозамбик, Намибия, Нигер, Нигерия, Сенегал, Сиера Леоне, Танзания, Того, Уганда, Централноафриканска република, Чад, Южен Судан и Южна Африка.